# Лоренка
Лоренка — река в России, протекает по территории Оренбургской области.

## География и гидрология
Лоренка — правобережный приток реки Большой Кинель, её устье находится в 375 километрах от устья реки Большого Кинеля (окрестности села Азаматовка). Длина реки — 11 км. Площадь водосборного бассейна — 54,5 км².

## Данные водного реестра
По данным государственного водного реестра России относится к Нижневолжскому бассейновому округу, водохозяйственный участок реки — Большой Кинель от истока и до устья, без реки Кутулук от истока до Кутулукского гидроузла. Речной бассейн реки — Волга от верхнего Куйбышевского водохранилища до впадения в Каспий.
Код объекта в государственном водном реестре — 11010000812112100007695.